# Golos
Golos (russisk: Голос) er en sovjetisk spillefilm fra 1982 af Ilja Averbakh.

## Medvirkende
- Natalja Sajko som Julija Martynova
- Leonid Filatov som Sergei
- Grigorij Kalatozishvili
- Jelizaveta Nikisjjikhina som Anna Viktorova
- Vsevolod Sjilovskij
- Pjotr Sjelokhonov som Leonid Borisovich
- Sergej Bekterev
- Jelena Safonova som Sveta
- Vasili Bochkarjov
- Tatiana Kravchenko
- Mikhail Gluzskij
- Tatiana Dogileva
- Boris Eifman
- Alla Osipenko
- Nina Usatova
- Marina Urasova
- Tatiana Lavrova
- Igor Efimov
- Sergei Snezhkin
- Andrej Urgant